# Dongola
Dongola (in arabo: دنقلا Dunqulā), conosciuta in tempi più remoti anche come al-ʿUrḍī ("il campo"), è un centro abitato del Sudan, capitale dello stato federato del Nord, ubicato sulle rive del Nilo. Non deve essere confusa con l'antica città omonima situata 80 km più a monte sulla sponda opposta del fiume.
La cittadina rientra nella regione dell'Alta Nubia, che si trova su entrambe la sponde del Nilo, e si segnala per l'essere un centro in cui è testimoniata l'antica civiltà nubiana, di cui sono visibili specialmente i resti del periodo makuriano e islamico. Lo stesso nome cittadino deriva dal nubiano Doñqal, traducibile in "mattone rosso" (materiale riscontrabile nelle costruzioni più antiche del centro).
A Dongola sono conservati i resti del trattato di Baqt. La provincia di Dongola faceva parte del Regno della Makuria, che più tardi divenne parte dell'Egitto a seguito dell'invasione di Muhammed Ali Pascià nel 1820 di tutto il Sudan, dopo la quale la città divenne sede di un pascialato.
A seguito della vittoria sulle tribù mahdiste nel 1896 da parte del generale Herbert Kitchener, sono state intitolate in ricordo di questa città le strade di Dongola Road a Bristol e di Dongola Road a Tottenham, parallela alla Kitchener Road.
Nella città ha anche sede un aeroporto.

## Regata di Dongola
La spedizione sul Nilo nel 1884-1885, per andare in soccorso delle truppe assediate di lord Charles George Gordon a Khartum, ha attraversato questa zona. Divenne tradizione per i reggimenti britannici lo sfidarsi in regata lungo il Nilo con le tipiche barche a vela locali e questo diede vita alla Regata di Dongola.

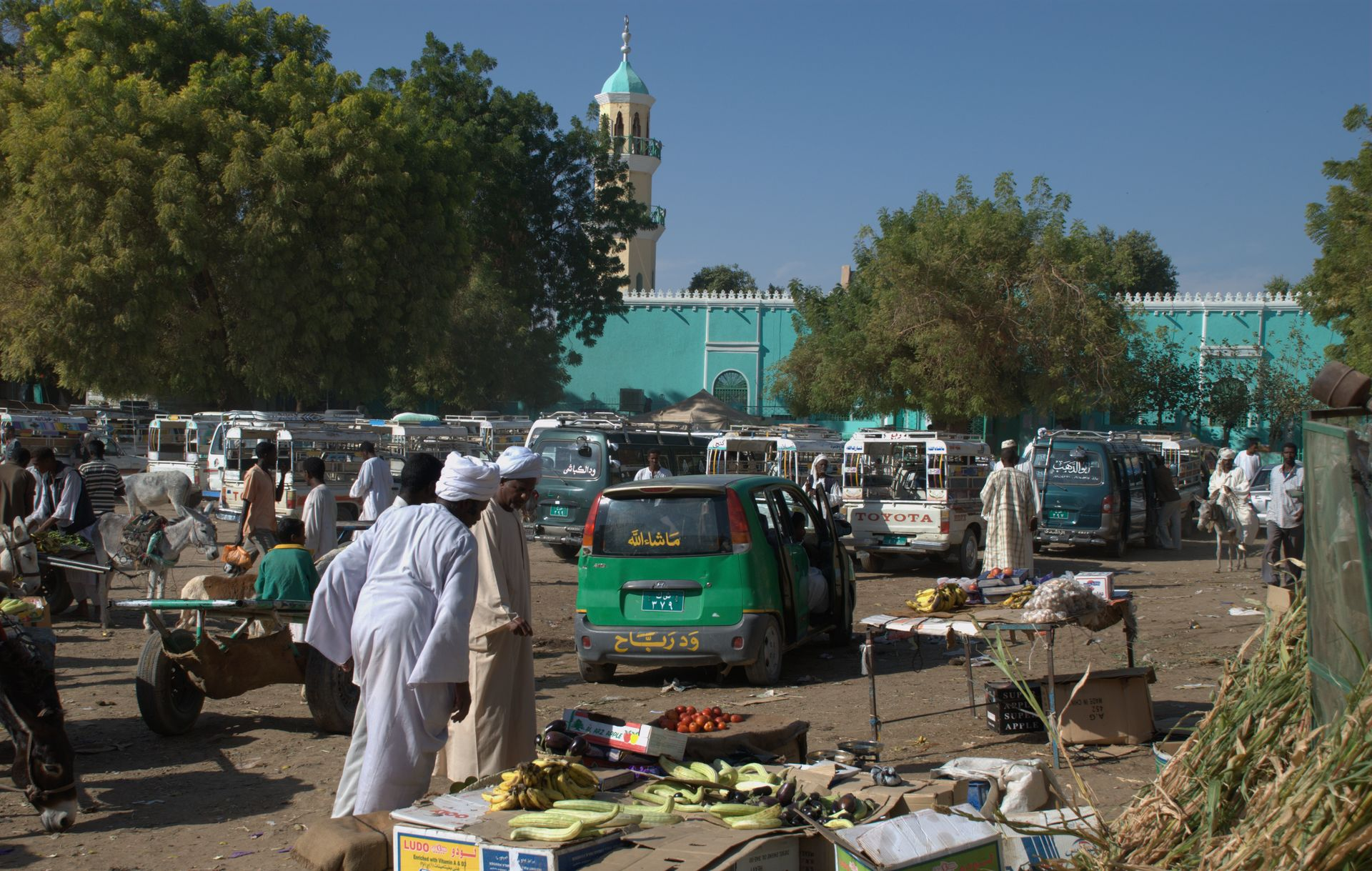
Mercato a Dongola.